# Тверское восстание
Тверское восстание 1327 года — первое крупное восстание русских против монголо-татарского ига. Жестоко подавлено Золотой Ордой при участии Москвы и Суздаля. Фактически привело к перераспределению сил в пользу Москвы, подведя черту под четвертью века соперничества Москвы и Твери за верховенство в Северо-Восточной Руси. Наиболее подробное изложение событий 1327 года содержится в Тверском сборнике и Рогожском летописце.

## Щелкановщина
Осенью 1326 года тверской князь Александр Михайлович получил от ордынского хана Узбека ярлык на великое княжение Владимирское. Приблизительно через год в Тверь с большой свитой приехал Щелкан (Чолхан), двоюродный брат Узбека. Он поселился в княжеском дворце, выгнав оттуда Александра, после чего «сотворил великое гонение на христиан — насилие, грабёж, избиение и поругание». Пошёл даже слух (сам по себе фантастический, но характерный для умонастроения), будто Щелкан собирался перебить князей и сам сесть на тверском престоле, а русский народ обратить в ислам; якобы, это должно было случиться на праздник Успения. Согласно летописному рассказу, тверичи обращались к Александру, предлагая расправиться с татарами, но тот уговаривал их «терпеть».
Однако 15 августа 1327 года спонтанно вспыхнуло восстание, начавшееся с попытки татар из свиты Чолхана отнять кобылу у некоего дьякона Дудко; возмущённый народ вступился за дьякона, после чего кинулся громить татар по всему городу. Чолхан со свитой пытался защищаться в своей резиденции, княжеском дворце — и был сожжён заживо вместе с дворцом; были перебиты все татары, находившиеся в Твери, включая «бесермен» — ордынских купцов. Некоторые летописи (за пределами Твери), а также современные историки полагают Александра застрельщиком этих волнений; другие считают, что Александр никак не мог быть инициатором явно самоубийственного восстания; тем не менее он не предпринял мер для успокоения толпы.

## Федорчукова рать
Московский князь Иван Калита — давний соперник Твери в борьбе за владимирский великокняжеский стол — поспешил воспользоваться рискованным положением Твери, чтобы утвердить своё главенство на Руси. Он отправился в Орду и предложил помочь восстановить власть над взбунтовавшимся княжеством. Интересы двух сторон совпали, и Узбек обещал сделать Ивана великим князем, дал ему 50 000 воинов под началом пяти темников и велел идти на Александра Михайловича. К войску присоединились ещё силы Александра Васильевича Суздальского. На Руси совместный поход двух княжеств и татар против соперничавшего княжества стал известен как «Федорчукова рать», по имени татарского командующего Федорчука (христианина).
Войско пожгло города и сёла Тверского княжества, по выражению летописца: «просто рещи всю землю Русскую положиша пусту». Тверской князь Александр бежал в Новгород, потом в Псков. Новгород откупился, дав ордынцам 2000 гривен серебра и множество даров. Иван и его союзники требовали выдачи Александра, митрополит Феогност отлучил Александра и псковичей от церкви. Отводя от Пскова угрозу вторжения, Александр в 1329 году уехал в Литву (на полтора года).

## Последствия
Восстание подорвало могущество Твери и привело к перераспределению политического баланса на северо-востоке Руси. В 1328 году хан поделил великое княжение между Иваном, получившим Великий Новгород и Кострому, и Александром Васильевичем Суздальским, который получил сам Владимир и Поволжье (видимо, Нижний Новгород и Городец). Отдавая великокняжеский ярлык более слабому из двух князей, хан мог руководствоваться принципом «разделяй и властвуй».
После смерти Александра Васильевича в 1331 или 1332 году Нижний и Городец примерно на десятилетие вернулись в состав великого княжения, а Иван Калита стал единоличным правителем Северо-Восточной Руси. Политика централизации с опорой на хана привела к быстрому возвышению Москвы за счёт Твери. Тверское княжение отныне не представляло для Москвы реальной угрозы. Основное соперничество шло теперь с князьями Суздальско-Нижегородскими.
Федорчукова рать — последний случай, когда хан силой добился смещения неугодного ему великого князя. После успеха совместных действий двух княжеств и татар по подавлению антиордынского мятежа политика мирного отношения к Орде привела к ослаблению междоусобной борьбы и принесла на Русь определённое спокойствие. Нахождение московских правителей на великокняжеском столе было прервано лишь в годы малолетства Дмитрия Донского (1360—1363 гг.) его будущим тестем Дмитрием Константиновичем Суздальским.
Другим случаем совместного выступления древнерусских княжеств против соперника с привлечением на свою сторону татар стало подавление восстания в Смоленске в 1340 году.

## В литературе
- Сохранилась древнерусская народная песнь о Щелкане Дудентьевиче, довольно точно передающая события тех лет.
- Дмитрий Балашов описывает Тверское восстание в романе «Великий стол» из цикла «Государи Московские».